# Bridge of Oich

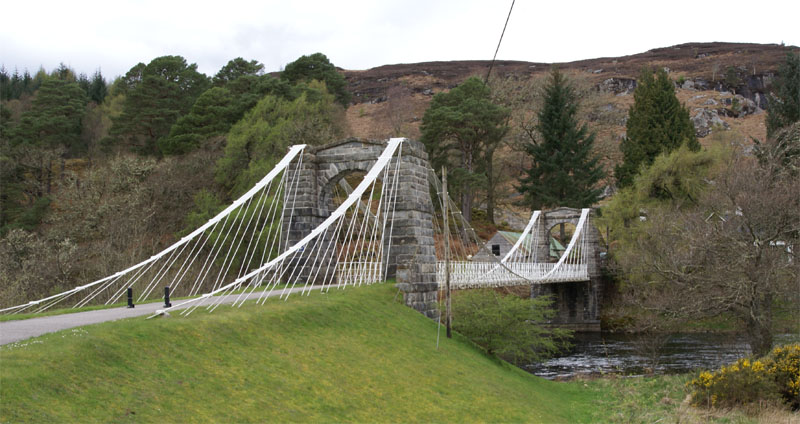
Bridge of Oich over de rivier de Oich

De Bridge of Oich is een negentiende-eeuwse ijzeren hangbrug, een zogenaamde cantileverbrug, over de rivier de Oich, gelegen aan de A82 nabij Invergarry en zo'n 5,5 kilometer ten zuiden van Fort Augustus (Schotland).

## Geschiedenis
In 1849 overstroomde de Great Glen met zo'n kracht dat het water vanuit het Caledonian Channel de stenen brug over de Oich meesleurde. Dit mocht niet meer mogelijk zijn met de nieuwe brug. De nieuwe brug moest de rivier zonder steunpilaren in het midden overspannen.
James Dredge ontwierp de nieuwe brug, een ijzeren hangbrug, in 1854. Hij gebruikte een gepatenteerde architectuur die uitging van een dubbele gecantileverde kettingconstructie met massieve granieten pijlers aan elke kant. Door deze constructie droeg elke helft van de brug zijn eigen gewicht. Aan het eind van elke cantilever (in het midden van de brug) was er weinig gewicht om te dragen; om deze reden maakte James Dredge die kabels dunner, waardoor de totale constructie lichter werd. De constructie kon hierdoor ook meer speling verdragen en was daardoor stabieler dan de vroegere hangbruggen.
De brug raakte in 1932 in onbruik door de aanleg van nieuwe, grotere bruggen om de grotere verkeersdrukte te verwerken.

## Beheer
De Bridge of Oich wordt beheerd door Historic Scotland.